# Carl Monssen
Carl Henrik Monssen, född 13 juli 1921 i Bergen, död 25 februari 1992 i Bergen, var en norsk roddare.
Monssen blev olympisk bronsmedaljör i åtta med styrman vid sommarspelen 1948 i London.